# Trois sœurcières
 (décembre 2023).
Si vous disposez d'ouvrages ou d'articles de référence ou si vous connaissez des sites web de qualité traitant du thème abordé ici, merci de compléter l'article en donnant les références utiles à sa vérifiabilité et en les liant à la section « Notes et références ».
Trois sœurcières (titre original : Wyrd Sisters), publié en 1988, est le sixième livre des Annales du Disque-monde de l'écrivain anglais Terry Pratchett.
Traduit par Patrick Couton, il fut publié en France en 1995 chez L'Atalante  (ISBN 2-84172-011-X) et en 1999 chez Pocket  (ISBN 2-266-09134-4).

## Résumé
À Lancre, le roi Vérence meurt assassiné par son cousin le duc Kasqueth, qui prend sa place sur le trône afin de satisfaire sa femme ambitieuse. Vérence se retrouve à hanter son propre château.
Son fils (ainsi que sa couronne) est caché dans une troupe de théâtre itinérante, grâce aux trois sorcières Mémé Ciredutemps, Nounou Ogg et Magrat Goussedail, pour qu'il échappe au même sort. Le duc Kasqueth tente alors de forcer les sorcières du pays à lui obéir, sans grand succès. Alors que le peuple de Lancre commence à montrer son mécontentement face à la tyrannie du nouveau roi, les trois sorcières estiment que les quinze années à attendre pour que Tomjan, le fils de Vérence, revienne accomplir sa destinée sont trop longues. Mémé Ciredutemps lance donc, avec l'aide des deux autres sorcières, un sort qui gèle le royaume pendant 15 ans.
Dans le château, Kasqueth est convaincu par son bouffon le Fou de faire écrire une pièce qui racontera la mort du roi Vérence et son avènement sous un jour meilleur, au détriment des sorcières. Le Fou est donc envoyé à Ankh-Morpork trouver une troupe de théâtre et engage la troupe du nain Hwel, où se trouve Tomjan. En chemin vers Lancre, Hwel commence à écrire la pièce mais sent que malgré ses efforts, la pièce ne fonctionne pas. Au cours de la représentation, les sorcières lancent un sort qui pousse les acteurs à interpréter une version des faits plus proche de la vérité, révélant la culpabilité de Kasqueth et sa femme. Kasqueth sombre alors dans la folie, faisant mine de poignarder plusieurs personnes avec un poignard factice avant de chuter du haut d'une muraille de son château. La duchesse est emprisonnée mais meurt au cours de son évasion, tuée par une nature furieuse du mauvais traitement infligé sous son règne.
Mémé Ciredutemps invite Tomjan à prendre sa place de roi de Lancre, or ce dernier refuse et préfère rester acteur, d'autant qu'il est doué. Elle décide alors d'annoncer que le Fou est en réalité le frère cadet du roi Vérence, et donc lui aussi héritier du trône. Plus tard, alors que Mémé, Nounou et Magrat se réunissent en forêt, les deux aînées expliquent qu'en fait, le Fou et Tomjan sont les fils du précédent bouffon. Magrat pleure alors son idylle interrompue avec le Fou.

## Thèmes
- Le théâtre, en particulier les pièces racontant des histoires de rois assassinés, trahis, etc.
- On trouve de nombreuses allusions à des pièces de théâtre, films, émissions de télévision, réelles etc. dans les crises d'inspiration de Hwel, notamment Laurel et Hardy, Charlot et les Marx Brothers
- Les remords : le duc Kasqueth sombre dans la paranoïa après avoir assassiné le roi, s'imagine voir du sang sur ses mains (ce qui devient vrai puisqu'il les frotte sans arrêt l'une à l'autre) et entend des voix.
- Première allusion à l'inventeur Léonard de Quirm (parodie de Léonard de Vinci) qui aura un rôle plus important dans Le Guet des orfèvres.